# Hách Liên Bột Bột
Hách Liên Bột Bột (tiếng Trung: 赫連勃勃/佛佛; bính âm: Hèlián Bóbó, tiếng Hán trung đại: quảng vận: [xɐk-li̯ɛn˩ bʰuət-bʰuət/pʰuət-pʰuət]; 381–425), tên lúc chào đời là Lưu Bột Bột (劉勃勃/佛佛) , gọi theo thụy hiệu là Hạ Vũ Liệt Đế (夏武烈帝), là hoàng đế khai quốc của nước nước Hạ thời Ngũ Hồ thập lục quốc trong lịch sử Trung Quốc. Ông thường bị coi là một người cai trị vô cùng tàn ác, ông đã phụ bạc tất cả các ân nhân của mình, và giết nhiều người một cách quá mức. Ông cho xây kinh đô uy nghi có tên Thống Vạn (統萬, nay thuộc Du Lâm, Thiểm Tây) và khiến cho việc bao vây thành trở nên khó khăn, thậm chí ngay cả trăm năm sau vào thời Ngũ Đại Thập Quốc. (Ngụy thư chép tên của ông là Hách Liên Khuất Kiết/Khuất Cái (赫連屈孑/屈丐), đều thể hiện sự miệt thị mà các hoàng đế của Bắc Ngụy là Minh Nguyên đế/Thái Vũ đế dành cho ông.)

## Trước khi lên ngôi
Lưu Bột Bột sinh năm 381, khi đó phụ thân Lưu Vệ Thần (劉衛辰) của ông là một tộc trưởng Hung Nô quan trọng và là chư hầu của Tiền Tần. Không rõ mẫu thân của ông là chính thất hay là thê thiếp của Lưu Vệ Thần. Ông là một trong những người con trai nhỏ tuổi nhất của Lưu Vệ Thần. Sau khi hoàng đế Phù Kiên đại bại trong trận Phì Thủy vào năm 383, Tiền Tần sụp đổ vì các cuộc nổi loạn, Lưu Vệ Thần lúc này đang cai quản phần lãnh thổ của khu vực Nội Mông phía nam Hoàng Hà và cực bắc Thiểm Tây, và mặc dù chịu làm chư hầu của cả Hậu Tần và Tây Yên thì ông ta vẫn cai trị lãnh địa của mình một cách độc lập. Tuy nhiên, năm 391, Lưu Vệ Thần cử một người con trai tên là Lưu Trực Lực Đê (劉直力鞮) đi đánh nước Bắc Ngụy của Thác Bạt Khuê, và Thác Bạt Khuê không chỉ đánh bại Lưu Trực Lực Đê, mà còn băng qua Hoàng Hà để tiến đánh đại bản doanh của Lưu Vệ Thần tại Duyệt Bạt (悅拔, nay thuộc Ordos, Nội Mông), chiếm được nơi này và buộc Lưu Vệ Thần và Lưu Trực Lực Đê phải chạy trốn. Ngày hôm sau, Lưu Vệ Thần bị một thuộc hạ giết chết, còn Lưu Trực Lực Đê thì bị bắt. Thác Bạt Khuê chiếm lấy lãnh địa cùng người dân của Lưu Vệ Thần và thảm sát gia tộc họ Lưu.
Tuy nhiên, Lưu Bột Bột đã thoát được và chạy trốn đến bộ lạc Tiết Can (薛干), và tộc trưởng Thái Tất Phục (太悉伏) đã từ chối giao nộp ông bất chấp lời yêu cầu của Bắc Ngụy. Thay vào đó, Thái Tất Phục đã đưa Lưu Bột Bột đến chỗ một tộc trưởng Hung Nô là Cao Bình công Một Dịch Can (沒奕干), một chư hầu của Hậu Tần, và Một Dịch Can không chỉ cho Lưu Bột Bột nương náu mà còn gả một người con gái cho Lưu Bột Bột. Lưu Bột Bột từ thời điểm này trở đi trở nên phụ thuộc nhiều vào nhạc phụ. (Trong lúc đó, năm 393, do Thái Tất Phục đã từ chối đưa Lưu Bột Bột cho mình, Thác Bạt Khuê đã tiến đánh Thái và thảm sát người dân trong bộ lạc của ông ta, còn bản thân Thái thì chạy thoát đến Hậu Tần.) Sử sách không ghi nhiều về cuộc sống của Lưu Bột Bột trong các năm sau đó. Năm 402, em trai của Thác Bạt Khuê là Thác Bạt Tuân (拓拔遵) đã tiến đánh đại bản doanh của Một Dịch Can tại Cao Bình (高平, nay thuộc Cố Nguyên, Ninh Hạ), và Một Dịch Can buộc phải chạy trốn đến Hậu Tần, bỏ rơi người dân trong bộ lạc, mặc dù vậy, sau đó Hậu Tần đã tái chiếm Cao Bình và trao lại thành cho Một Dịch Căn.
Một lúc nào đó trước năm 407, Lưu Bột Bột, được biết đến với vẻ tuấn tú, có tài ăn nói, hoạt bát, và thông minh, đã nhận được sự chú ý của hoàng đế Diêu Hưng của Hậu Tần. Diêu Hưng rất ấn tượng với khả năng của Lưu Bột Bột khi ông ta gặp Lưu Bột Bột và muốn phong cho Lưu Bột Bột làm một trọng tướng để chống lại Bắc Ngụy. Tuy nhiên, em trai của Diêu Hưng là Diêu Ung (姚邕), đã lên tiếng chống lại, ông ta cho rằng Lưu Bột Bột không đáng tin cậy, nói rằng:
Lưu Bột Bột kiêu ngạo với bề trên và những người lớn tuổi hơn hắn. Hắn ta tàn ác với các thuộc hạ và cộng sự của mình. Hắn ta cũng tham lam, xảo trá, thiếu tình thương, và không chú ý đến tình bằng hữu. Hắn ta thay đổi thái độ của mình một cách nhanh chóng và cũng từ bỏ nhanh chóng mọi thứ. Nếu hoàng huynh quá tin tưởng và ủng hộ người này, hắn ta chắc chắn sẽ gây ra tai họa.
Với lời khuyên bảo của Diêu Ung, Diêu Hưng ban đầu không ban cho Lưu Bột Bột một nhiệm vụ nào, song cuối cùng vẫn bị thuyết phục bởi tài năng của Lưu nên đã phong cho ông làm một tướng với tước công, cho ông trấn giữ quận Sóc Phương (朔方, cũng thuộc Ordos ngày nay).
Năm 407, sau khi phải hứng chịu một số thất bại trước Bắc Ngụy, Diêu Hưng quyết định thực thi hòa bình với Bắc Ngụy. Khi hay tin, Lưu Bột Bột trở nên giận dữ vì phụ thân của ông đã bị Bắc Ngụy giết chết, và ông đã lên kế hoạch nổi loạn. Do đó, ông đã thu giữ những con ngựa mà hãn Uất Cửu Lư Xã Lôn (郁久閭社崙) của Nhu Nhiên triều cống cho Diêu Hưng, và sau đó tấn công bất ngờ nhạc phụ Một Dịch Can, chiếm lấy Cao Bình và giết chết Một, đoạt lấy quân lính của Một. Sau đó, Lưu Bột Bột xưng là một hậu duệ của Hạ Vũ, người sáng lập nhà Hạ, và đặt tên nước là Hạ. Ông xưng tước hiệu "Thiên vương".

## Thời kỳ đầu trị vì
Mặc dù Lưu Bột Bột căm thù Bắc Ngụy, ông lại tập trung các nỗ lực của mình để phá hoại Hậu Tần, liên tục quấy rối các lãnh thổ phía bắc của Hậu Tần và làm hao mòn tài lực của nước này. Vì thế, ông không sống tại kinh thành mà di chuyển cùng với các kị binh, liên tục đến các thành của Hậu Tần để cướp bóc.
Cũng trong năm 407, Lưu Bột Bột đã tìm cách kết hôn với một con gái của vua Thốc Phát Nục Đàn của Nam Lương, song Thốc Phát Nục Đàn đã từ chối. Trong giận dữ, Lưu Bột Bột đã mở một cuộc tấn công nhằm trừng phạt Nam Lương nhưng sau đó đã rút quân. Thốc Phát Nục Đàn đã đuổi theo quân Hạ và tin tưởng rằng mình vượt trội so với Lưu Bột Bột nên đã bất cẩn trong các hành đọng quân sự. Lưu Bột Bột đã đưa Thốc Phát Nục Đàn đến mộ hẻm núi và sau đó chặn lối ra bằng băng và các xe ngựa, rối sau đó phục kích và đánh bại quân Nam Lương, có ước chừng từ 60% đến 70% các quan và tướng chính yếu của Nam Lương đã chết trong trận này. Thốc Phát Nục Đàn thoát thân.
Năm 408, Diêu Hưng cử tướng Tề Nan (齊難) mở một chiến dịch lớn để tiến đánh Lưu Bột Bột. Lưu Bột Bột ban đầu đã rút lui để khiến cho Tề Nam tin rằng ông sợ Tề, và Lưu Bột Bột đã phản công bất ngờ và bắt được Tề. Sau đó, nhiều lãnh thổ của Hậu Tần đã rơi vào tay Hạ.
Năm 409, Diêu Hưng đich thân dẫn quân đi đánh Lưu Bột Bột, song khi đến Nhị Thành (貳城, nay thuộc Diên An, Thiểm Tây), ông ta đã gần như rơi vào bẫy của Lưu Bột Bột, và trốn thoát sau khi quân Hậu Tần phải chịu thương vương lớn. Thất bại này đã khiến Diêu Hưng phải hủy bỏ một sứ mệnh do tướng Diêu Cường (姚強) chỉ huy để cứu Nam Yên khỏi bị Đông Tấn tiêu diệt. (Không có viện trợ của Hậu Tần, Nam Yên đã bị tiêu diệt vào năm 410.) Trong vài năm sau đó, quân Hạ và Hậu Tần chiến đấu liên tục, song đều không đạt được chiến thắng quyết định, song Hậu Tần phải chịu tổn hạo tài vật nặng hơn Hạ, và kết quả là Nam Lương và Tây Tần đã không còn sẵn lòng làm chư hầu của Hậu Tần như trước. Năm 412, khi vua Khất Phục Càn Quy của Tây Tần bị cháu trai Khất Phục Công Phủ (乞伏公府) ám sát, Lưu Bột Bột đã tính đến việc tấn công Tây Tần bất chấp việc nước này là đồng minh, song vì nghe theo ý kiến của quân sư Vương Mãi Đức (王買德) nên ông đã không làm như vậy.
Năm 413, Lưu Bột Bột cuối cùng đã quyết tâm xây dựng một kinh thành. Ông đã ủy thác cho một viên tướng tàn bạo tên là Sất Can A Lợi (叱干阿利) làm kiến trúc sư trưởng của kinh thành. Ông đặt tên kinh thành là Thống Vạn, với ý nghĩa là thống nhất Trung Quốc và là chúa tể của một vạn nước. Sất Can A Lợi đã ra lệnh rằng đất được sử dụng để xây thành phải được nung, vì như vậy thành sẽ cứng và khó có thể bị tấn công, và ông ta thường kiểm tra các bức tường trong thời gian xây dựng. Lưu Bột Bột đích thân ra các quy định tàn nhẫn khi sản xuất vũ khí và áo giáp, ví dụ như ông ta sẽ cho bắn tên vào áo giáp; nếu tên có thể xuyên thủng áo giáp thì người thợ rèn ra áo giáp sẽ bị xử tử, còn nếu mũi tên không thể xuyên qua áo giáp thì người thợ rèn sản xuất ra đầu mũi tên sẽ bị xử tử. Tuy nhiên, có lẽ vì vậy mà Thống Vạn đã trở thành một thành có khả năng phòng thủ ở mức cao, và các vũ khí và áo giáp mà ông có đều có chất lượng cực tốt.
Cũng trong năm 413, Lưu Bột Bột tin rằng cần đổi họ của mình do tổ tiên của ông đã lấy họ Lưu của hoàng thất nhà Hán vì tin rằng một trong số các nữ tổ tiên của mình là một công chúa nhà Hán, song Lưu Bột Bột cho rằng điều này không đúng, do đó ông đã cải họ thành Hách Liên. Ông cũng lệnh cho các quý tộc đổi họ thành Thiết Phạt (鐵伐).
Năm 414, Hách Liên Bột Bột lập vợ mình, Lương phu nhân làm "Thiên vương hậu." (Không rõ về số phận của Một phu nhân sau khi Lưu Bột Bột giết chết Một Dịch Can.) Ông lập con trai Hách Liên Hội (赫連璝) làm thái tử, và phong tước công cho các con trai khác.
Năm 415, Hách Liên Bột Bột đã gia nhập liên minh với Thư Cừ Mông Tốn, vua nước Bắc Lương.
Năm 416, Hậu Tần bị tướng Lưu Dụ của Đông Tấn tấn công, Hách Liên Bột Bột tin rằng Hậu Tần sẽ bị Đông Tấn tiêu diệt, song Đông Tấn sẽ không dễ dáng để giữ vùng Quan Trung. Do đó, ông đã tăng cường các cuộc tấn công vào Hậu Tần, và chuẩn bị để đợi thời cơ Hậu Tần diệt vong nhằm chiếm được thêm lãnh thổ. Đến khi Hậu Tần gần sụp đổ, Hách Liên Bột Bột đã chiếm được lãnh thổ phía tây của nó, trung tâm là An Định (安定, nay thuộc Bình Lương, Cam Túc), và sau đó chuẩn bị cho một cuộc đối đầu cuối cùng với quân Đông Tấn (Đông Tấn đã diệt Hậu Tần vào năm 417 và chiếm được kinh thành Trường An).
Vào mùa đông năm 417, Lưu Dụ có ý định muốn đoạt lấy ngai vàng Đông Tấn nên đã để Trường An lại cho người con trai mới 11 tuổi tên là Lưu Nghĩa Chân (劉義真) trấn thủ. Lưu Dụ cũng để lại một số tướng có thể giúp sức cho Lưu Nghĩa Chân, các tướng này tuy vậy lại mâu thuẫn với nhau và cuối cùng sát hại lẫn nhau, còn Lưu Nghĩa Chân tin rằng người phụ tá chính tên là Vương Tu (王脩), có ý nổi loạn nên đã cho giết chết Vương. Trong khi đó, Hách Liên Bột Bột đã cử thái tử Hách Liên Hội cũng một con trai khác là Hách Liên Xương, và Vương Mãi Đức chỉ huy một đội quân tiến về phía nam, ban đầu không giao chiến với quân Đông Tấn mà cô lập Trường An với lãnh thổ còn lại của Đông Tấn, nhiệm vụ này trở nên dễ dàng hơn khi Lưu Nghĩa Chân lệnh cho quân Đông Tấn ở gần Trường An đều phải đến Trường An. Lưu Dụ hay tin đã cử tướng Chu Linh Thạch (朱齡石) đến thay thế Lưu Nghĩa Chân và triệu hồi Lưu Nghĩa Chân về kinh, song ngay sau khi Lưu Nghĩa Chân và quân của người này rời khỏi Trường An, họ đã bị Hách Liên Hội chặn lại và đánh bại. Lưu Nghĩa Chân đã chạy thoát song phần lớn quân Đông Tấn đã bị bắt. Hách Liên Bột Bột xếp chồng các thủ cấp của lính Đông Tấn đã chết thành một khối, trông giống như một ngọn đồi. Trong khi đó, người dân Trường An vốn đã sẵn tức giận vì quân của Lưu Nghĩa Chân đã cướp phá thành phố trước khi rút đi, họ đã trục xuất Chu Linh Thạch, Hách Liên Bột Bột vì thế đã có thể tiến vào Trường An một cách dễ dàng. Hách Liên Bột Bột sau đó xưng đế.

## Thời kỳ trị vì cuối
Hầu hết các quan của Hách Liện Bột Bột đề xuất rằng nên dời đô đến Trường An, song ông lại tin rằng Thông Vạn có vị trí tốt hơn để phòng thủ chống lại Bắc Ngụy, nên đã từ chối và vẫn định đô tại Thông Vạn, cho thái tử Hách Liên Hội đi trấn giữ Trường An.
Chiến dịch chống lại Đông Tấn đã thể hiện tài năng của Hách Liên Bột Bột, song vào thời điểm này, ông cũng ngày càng trở nên tàn nhẫn. Ông được các sử gia mô tả:
Ông là người kiêu ngạo và tàn ác, đối xử với dân như cỏ dại. Ông thường leo lên tháp cùng với cung tên và mũi tên, và bất cứ khi nào ông đột nhiên mất lòng tin, không ưa hay giận dữ một ai đó, ông sẽ đích thân giết chết người đó. Nếu bất kỳ quan lại nào đó nhìn ông chằm chằm, ông sẽ khoét mắt họ ra. Nếu ai cười một cách khinh suất thì môi của họ sẽ bị dao cắt ra thành từng miếng. Bất cứ ai dám đưa ra một ý kiến trái chiều thì đầu tiên họ sẽ bị cắt lưỡi và sau đó sẽ bị cắt đầu.
Năm 424, không rõ vì lý do gì, Hách Liên Bột Bột đã phế truất ngôi vị thái tử của Hách Liên Hội và lập một con trai khác là Tửu Tuyền công Hách Liên Luân (赫連倫) làm thái tử. Khi hay tin, Hách Liên Hội đã dẫn quân về phía bắc từ Trường An và tấn công Hách Liên Luân. Quân hai bên gặp nhau ở Cao Bình và Hách Liên Hội đã đánh bại và giết chết Hách Liên Luân. Tuy nhiên, một người con trai khác của Hách Liên Bột Bột là Hách Liên Xương sau đó đã tiến hành tấn công bất ngờ Hách Liên Hội, giết chết người này và đoạt lấy binh lính của ông ta, đưa họ trở lại Thông Vạn. Hách Liên Bột Bột hài lòng và lập Hách Liên Xương làm thái tử.
Vào mùa hè năm 425, Hách Liên Bột Bột qua đời. Hách Liên Xương kế vị ông.